# 천차대

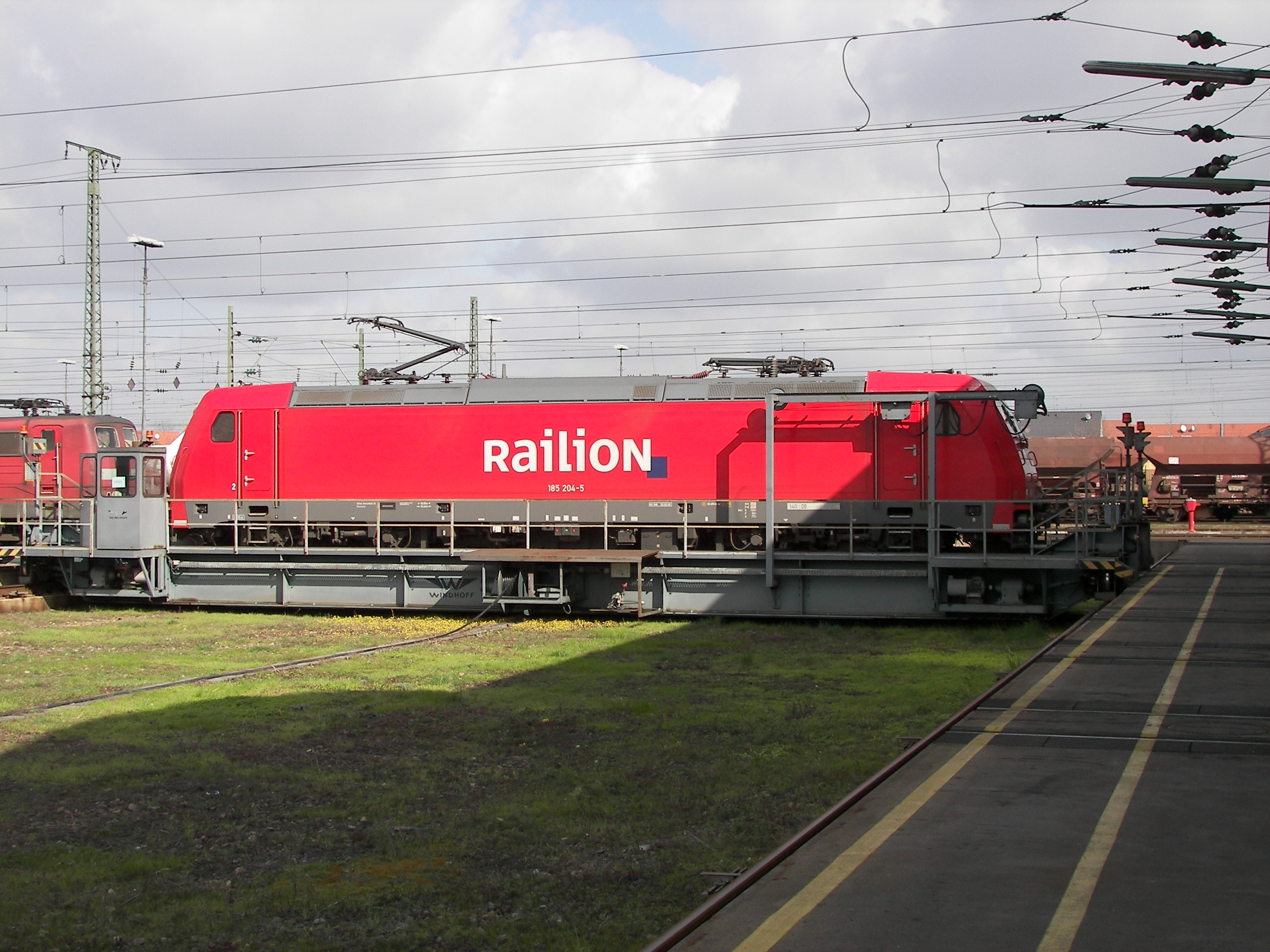

천차대(遷車臺)는 철도 차량 등이 옆쪽 선로로 평행 이동할 수 있도록 만들어진 기계장치이다. 발음의 유사성이나 표기의 유사성으로 인해 종종 전차대(轉車臺)와 혼동되기도 하나, 둘은 전혀 다른 기능을 하는 장치이다.

## 용도
천차대는 대개 구내가 좁은 차량 기지에서 널리 사용되며, 평행해 있는 차고 또는 기기 시설, 공장 사이를 이동할 수 있게 하는데 널리 사용된다. 대개 1대 분의 차량이 기기 위에 올라서면, 천차대가 평행 방향으로 움직이면서 위치를 전환하고, 소정 위치에 도달하면 다시 차량이 선로로 내려서는 방식으로 운용된다.
대개 천차대는 시설이 협소한 경우나, 인상선이나 분기기 만을 사용하여 자력으로 선로 간을 이동하기 힘든 경우에 사용하며, 따라서 보통의 역에서 보기는 쉽지 않다.

## 같이 보기
- 전차대